# Люблево-Ґданське
Люблево-Ґданське (пол. Lublewo Gdańskie, нім. Löblau) — село в Польщі, у гміні Кольбуди Ґданського повіту Поморського воєводства.
Населення — 2167 осіб (2011).

## Демографія
Демографічна структура станом на 31 березня 2011 року:
|          | Загалом | Допрацездатний вік | Працездатний вік | Постпрацездатний вік |
| -------- | ------- | ------------------ | ---------------- | -------------------- |
| Чоловіки | 1033    | 268                | 698              | 67                   |
| Жінки    | 1134    | 294                | 703              | 137                  |
| Разом    | 2167    | 562                | 1401             | 204                  |